# فتوحات مغول
حمله‌ها و فتوحات مغول در طول سده‌های ۱۳ و ۱۴ میلادی رخ داد که در پی آن بزرگ‌ترین امپراتوری پیوسته تاریخ، امپراتوری مغول (۱۲۰۶ - ۱۳۶۸) ایجاد شد و در سال ۱۲۶۰ بخش وسیعی از اوراسیا را دربر گرفته بود. تاریخ‌نگاران ویرانی مغول را یکی از مرگبارترین رویدادهای تاریخ می‌دانند.
امپراتوری مغول در اوج خود بر جغرافیای امروزی مغولستان، چین، کره شمالی و جنوبی، برمه، ایران، عراق، افغانستان، آسیای مرکزی، قفقاز، ترکیه، بلاروس، اوکراین و بیشتر روسیه حکمفرما بود.

## دید کلی
امپراتوری مغول در طول قرن سیزدهم از طریق سلسله‌ای از لشکرکشی‌های پیروزمندانه در گسترهٔ اوراسیا توسعه یافت و در اوج خود، از اقیانوس آرام تا اروپای مرکزی امتداد داشت. بعدها در کنار امپراتوری بریتانیا، به‌عنوان بزرگ‌ترین امپراتوری پیوسته خشکی شناخته شد. برخلاف «امپراتوری‌های دریایی» بعدی مانند قدرت‌های استعماری اروپایی، امپراتوری مغول یک قدرت برّی براساس قدرت سواره‌نظام و خیل جانواران علف‌خوار مغول بود. بنابراین بیشتر پیشروی و غارت مغول‌ها در فصول گرمتر، زمانی که چرای کافی برای گله‌هایشان وجود داشت، انجام می‌شد. قبل از ظهور مغول‌ها ۱۵ سال آب‌وهوای مرطوب و گرم از سال ۱۲۱۱ تا ۱۲۲۵ وجود داشت که شرایط مساعدی را برای پرورش اسب فراهم کرد که به گسترش آنها کمک زیادی کرد.
با شروع تجزیه امپراتوری مغول از سال ۱۲۶۰، درگیری بین مغول‌ها و حاکمان اروپای شرقی برای قرن‌ها ادامه یافت. چین تا قرن چهاردهم تحت حکومت مغولی دودمان یوآن ماند، در حالی که حکومت مغولی امپراتوری تیموری در ایران تا قرن پانزدهم ادامه یافت. در شبه‌قاره هند، امپراتوری مغولی گورکانی تا قرن نوزدهم دوام یافت.

## تاریخچه
چنگیز خان در اواخر سده ششم خورشیدی (اوایل سده هفتم قمری) قبایل مغول را یکپارچه کرد و با نیروی آنان و برخی از اقوام ترک، نیروی جنگی سهمگینی ایجاد کرد که بیشتر آسیا و شرق اروپا را به تصرف خود درآورد. جانشینان چنگیز تا بیش از یک سده بر مناطق پهناوری از آسیا و خاور اروپا (ازجمله روسیه) حکمرانی می‌کردند، ولی کم‌کم از قدرت آنان کاسته شد و مقهور ملل زیر فرمان خود شدند. حکومت مغولان در ایران با عنوان ایلخانان بیش از یک قرن حکومت کردند و تأثیراتی عمیق بر این کشور برجای نهادند.
یورش مغولان به ایران در سال ۶۱۶ق/۱۲۱۸م آغاز گردید.

## فتوحات در آسیای مرکزی
چنگیز خان نخست امپراتوری مغول را در آسیای مرکزی بنیان گذاشت که با اتحاد قبایل کوچ نشین مرکیت‌ها، تاتارها، کرائیت‌ها، ترکهای و مغول‌ها آغاز شد. پادشاهی قوچی بودایی تسلیم شد و قلمرویش ضمیمه مغول شد. او سپس با فتح قراختاییان با خوارزمشاهیان همسایه شد چنگیز خان در ابتدا با خوارزمشاهیان روابط تجاری برقرار کرد و با علاءالدین محمد خوارزمشاه ادب را رعایت نمود اما محمد با تدابیر خصمانه و دشمنانه خود موجب غضب خان مغول و هجوم او به ممالک اسلامی گردید. خان مغول در پی قتل ۴۵۰ بازرگان مهاجر در اترار، حمله خود را را به ممالک اسلامی آغاز کرد. سپاه مغول به فرماندهی چنگیزخان در مقابل سپاه علاءالدین محمد برآمد اما علاءالدین محمد از جوجی خان مغول شکست خورد و از مواجهه با لشکر مغول خودداری ورزید و به جزیره آبسکون و در آنجا در بستر مرگ پسرش جلال‌الدین را برای جانشینی انتخاب کرد و پس از آن برای همیشه چشمانش را بست. در طی مدتی که محمد در جزیره آبسکون سکونت داشت چنگیز یکی پس از دیگری شهرهای آسیای مرکزی را گشود و هر جا رسید مردم را به قتل آورد و بناها و شهرها را تخریب کرد.

### ارجاع‌ها
1. ↑  "What Was the Deadliest War in History?". WorldAtlas (به انگلیسی). 10 September 2018. Archived from the original on 2019-10-09. Retrieved 2019-02-04.
2. ↑  White, M. (2011). Atrocities: The 100 deadliest episodes in human history. WW Norton & Company. p270.
3. ↑  "Overview of the Mongol Empire | World Civilization". courses.lumenlearning.com. Retrieved 2024-12-05.
4. 1 2  "Invaders". The New Yorker. 18 April 2005. Archived from the original on 12 June 2018. Retrieved 12 February 2022.
5. ↑  Pederson, Neil; Hessl, Amy E.; Baatarbileg, Nachin; Anchukaitis, Kevin J.; Di Cosmo, Nicola (25 March 2014). "Pluvials, droughts, the Mongol Empire, and modern Mongolia". Proceedings of the National Academy of Sciences of the United States of America. 111 (12): 4375–4379. Bibcode:2014PNAS..111.4375P. doi:10.1073/pnas.1318677111. PMC 3970536. PMID 24616521.
6. ↑  مغولان و حکومت ایلخانی در ایران، (ص ۱۰ تا ۲۵)
7. ↑  «اقبال آشتیانی، تاریخ مغول».